# Amt Doberlug-Kirchhain und Umland
Das Amt Doberlug-Kirchhain und Umland war ein 1992 gebildetes Amt in Brandenburg, in dem sich neun Gemeinden im damaligen Kreis Finsterwalde (seit 1993 Landkreis Elbe-Elster, Brandenburg) zu einem Verwaltungsverbund zusammengeschlossen hatten. Amtssitz war in der Stadt Doberlug-Kirchhain. Das Amt wurde 2003 wieder aufgelöst. Es hatte zuletzt (Ende 2002) noch vier Gemeinden mit insgesamt 10494 Einwohnern.

## Geographische Lage
Das Amt Doberlug-Kirchhain und Umland lag im Norden des (heutigen) Landkreises Elbe-Elster. Es grenzte im Norden an das Amt Schlieben und das Amt Schönewalde, im Osten an die amtsfreie Stadt Finsterwalde, im Süden an das Amt Elsterland und im Westen an das Amt Falkenberg/Elster.

## Geschichte
Am 26. August 1992 erteilte der Minister des Innern seine Zustimmung zur Bildung des Amtes Doberlug-Kirchhain und Umland mit Sitz in Doberlug-Kirchhain. Als Zeitpunkt des Zustandekommen des Amtes wurde der 28. August 1997 festgelegt. Zum Zeitpunkt der Gründung umfasste das Amt die folgenden Gemeinden im damaligen Kreis Finsterwalde (in der Reihenfolge der Nennung im Amtsblatt):
1. Arenzhain
2. Buchhain
3. Dübrichen
4. Hennersdorf
5. Lugau
6. Trebbus
7. Werenzhain
8. Prießen
9. Doberlug-Kirchhain

Die Gemeinde Nexdorf wurde dem Amt Doberlug-Kirchhain am 5. Oktober 1992 durch Erlass des brandenburgischen Innenministers zugeordnet. Die Gemeinde Frankena wurde zum 31. Dezember 1999 in die Stadt Doberlug-Kirchhain eingegliedert und wechselte in das Amt Doberlug-Kirchhain und Umland.
Zum 31. August 2001 gliederten sich die amtsangehörigen Gemeinden Werenzhain, Prießen, Dübrichen, Hennersdorf und Nexdorf in die amtsangehörige Stadt Doberlug-Kirchhain ein. Zum 31. Dezember 2002 folgte Buchhain. Im Rahmen der Gemeindereform in Brandenburg wurden die Gemeinden Arenzhain, Trebbus und Lugau per Gesetz in die Stadt Doberlug-Kirchhain eingegliedert. Das Amt Doberlug-Kirchhain und Umland wurde aufgelöst und die Stadt Doberlug-Kirchhain amtsfrei.
Die Gemeinde Lugau legte kommunale Verfassungsbeschwerde beim Verfassungsgericht des Landes Brandenburg gegen ihre Eingliederung in die Stadt Doberlug-Kirchhain ein, die teils verworfen, im Übrigen zurückgewiesen wurde.

## Belege
1. 1 2  
Landesbetrieb für Datenverarbeitung und Statistik Land Brandenburg Historisches Gemeindeverzeichnis des Landes Brandenburg 1875 bis 2005 19.4 Landkreis Elbe-Elster PDF.
2. ↑  
Bildung des Amtes Doberlug-Kirchhain und Umland. Bekanntmachung des Ministers des Innern vom 26. August 1992. Amtsblatt für Brandenburg - Gemeinsames Ministerialblatt für das Land Brandenburg, 3. Jahrgang, Nummer 81, 22. Oktober 1992, S. 1910.
3. ↑  
Zuordnung der Gemeinde Nexdorf zum Amt Doberlug-Kirchhain. Bekanntmachung des Ministers des Innern vom 30. September 1992. Amtsblatt für Brandenburg - Gemeinsames Ministerialblatt für das Land Brandenburg, 4. Jahrgang, Nummer 44, 28. Mai 1993, S. 906.
4. ↑  
Eingliederung der Gemeinde Werenzhain in die Stadt Doberlug-Kirchhain. Bekanntmachung des Ministers des Innern vom 21. August 2001. Amtsblatt für Brandenburg Gemeinsames Ministerialblatt für das Land Brandenburg, 12. Jahrgang, 2001, Nummer 37, Potsdam, den 12. September 2001, S. 613 PDF.
5. ↑  
Eingliederung der Gemeinde Prießen in die Stadt Doberlug-Kirchhain. Bekanntmachung des Ministers des Innern vom 21. August 2001. Amtsblatt für Brandenburg Gemeinsames Ministerialblatt für das Land Brandenburg, 12. Jahrgang, 2001, Nummer 37, Potsdam, den 12. September 2001, S. 613 PDF.
6. ↑  
Eingliederung der Gemeinde Dübrichen in die Stadt Doberlug-Kirchhain. Bekanntmachung des Ministers des Innern vom 21. August 2001. Amtsblatt für Brandenburg Gemeinsames Ministerialblatt für das Land Brandenburg, 12. Jahrgang, 2001, Nummer 37, Potsdam, den 12. September 2001, S. 613 PDF.
7. ↑  
Eingliederung der Gemeinde Hennersdorf in die Stadt Doberlug-Kirchhain. Bekanntmachung des Ministers des Innern vom 21. August 2001. Amtsblatt für Brandenburg Gemeinsames Ministerialblatt für das Land Brandenburg, 12. Jahrgang, 2001, Nummer 37, Potsdam, den 12. September 2001, S. 613 PDF
8. ↑  
Eingliederung der Gemeinde Nexdorf in die Stadt Doberlug-Kirchhain. Bekanntmachung des Ministers des Innern vom 21. August 2001. Amtsblatt für Brandenburg Gemeinsames Ministerialblatt für das Land Brandenburg, 12. Jahrgang, 2001, Nummer 37, Potsdam, den 12. September 2001, S. 614 PDF.
9. ↑  
Eingliederung der Gemeinde Buchhain in die Stadt Doberlug-Kirchhain. Bekanntmachung des Ministers des Innern vom 17. Dezember 2001. Amtsblatt für Brandenburg Gemeinsames Ministerialblatt für das Land Brandenburg, 13. Jahrgang, 2002, Nummer 1, Potsdam, den 4. Januar 2002, S. 4 PDF
10. ↑  
Sechstes Gesetz zur landesweiten Gemeindegebietsreform betreffend die Landkreise Dahme-Spreewald, Elbe-Elster, Oberspreewald-Lausitz, Oder-Spree und Spree-Neiße (6.GemGebRefGBbg) vom 24. März 2003 (Gesetz- und Verordnungsblatt für das Land Brandenburg, I (Gesetze), 2003, Nr. 05, S. 93).
11. ↑  
Kommunale Verfassungsbeschwerde der Gemeinde Lugau gegen ihre Eingliederung in die Stadt Doberlug-Kirchhain VerfGBbg, Beschluss vom 18.11.2004 - VfGBbg 66/03 -, www.verfassungsgericht.brandenburg.de.